# Cấu trúc đại số
Trong toán học, và nhất là trong đại số trừu tượng, một cấu trúc đại số là một tập hợp (gọi là tập hợp chứa hoặc tập hợp nền) với một hoặc nhiều toán tử xác định được xác định trên đó thỏa mãn một danh sách các tiên đề.
Ví dụ về cấu trúc đại số bao gồm nhóm, vành, trường, và dàn. Các cấu trúc phức tạp hơn có thể được định nghĩa bằng cách giới thiệu nhiều phép toán, các tập hợp cơ bản khác nhau hoặc bằng cách thay đổi các tiên đề xác định. Ví dụ về các cấu trúc đại số phức tạp hơn bao gồm không gian véc-tơ, mô đun, và đại số (lý thuyết vành).
Các tính chất của các cấu trúc đại số cụ thể được nghiên cứu trong đại số trừu tượng. Lý thuyết chung về cấu trúc đại số đã được hình thành trong đại số phổ quát. Ngôn ngữ của lý thuyết phạm trù được sử dụng để diễn đạt và nghiên cứu các mối quan hệ giữa các lớp khác nhau của các đối tượng đại số và phi đại số. Điều này bởi vì đôi khi chúng ta có thể tìm ra các kết nối mạnh mẽ giữa một số loại đối tượng, đôi khi nằm trong những phạm trù khác nhau. Ví dụ, lý thuyết Galoa thiết lập một kết nối giữa các trường và các nhóm nhất định: hai cấu trúc đại số thuộc về hai phạm trù khác nhau.